# Nie ma jak Polska
Nie ma jak Polska – serial turystyczno-krajoznawczy produkcji polskiej, emitowany po raz pierwszy na antenie TVP1, a następnie powtarzany przez TVP Polonia, TVP Historia, TVP ABC i Kino Polska. Prezenterami programu są Maciej Orłoś i Anna Karna. Program powstaje przy współpracy Polskiej Organizacji Turystycznej i prezentuje interesujące regiony i miejscowości Polski, szczególnie ich zabytki i przyrodę, a także potrawy regionalne.
W każdym odcinku prezenterzy poruszają się indywidualnie dwiema różnymi trasami, zaś telewidzowie w SMS-owym głosowaniu wybierają, czyja trasa była ciekawsza. Osoba, która przegrała głosowanie, w następnym odcinku musi zrobić coś, czego dotychczas nie robiła – np. wydoić krowę, udawać Mikołaja Kopernika itp.

## Odcinki
| LP      | Premiera TVP1        | Premiera TV Polonia  | Premiera TVP Historia | Premiera TVP ABC     | Tytuł                                                                    | Treść | Długość |
| ------- | -------------------- | -------------------- | --------------------- | -------------------- | ------------------------------------------------------------------------ | --- | ------- |
| Seria 1 |                      |                      |                       |                      |                                                                          | |         |
| 1       | 23 czerwca 2012      | 6 lipca 2012         | –                     | 30 czerwca 2015      | „Mazowsze”                                                               | - Radom (m.in. Muzeum im. Jacka Malczewskiego, Muzeum Wsi Radomskiej, Zalew Borki) - Płock (m.in. katedra, drzwi płockie, Muzeum Mazowieckie) - dwór w Mościbrodach - Węgrów (zwiedzanie miasta i bazyliki mniejszej) - zamek w Liwie - Legionowo (Arena Legionowo) - Nieporęt (Jezioro Zegrzyńskie) | 25:29   |
| 2       | 1 lipca 2012         | 13 lipca 2012        | –                     | 7 lipca 2015         | „Biebrza”                                                                | - Biebrzański Park Narodowy (Rezerwat przyrody Czerwone Bagno, Carska Droga, wieś Wroceń) - Woźnawieś (pensjonat) - Hamulka (agroturystyka, schrony Linii Mołotowa) - Twierdza Osowiec - pływające krowy w Jasionowie - przeprawa tratwą w Sztabinie - koniki polskie w Łamanych Grądach - Suchowola – zwiedzanie miasta i środka Europy | 25:28   |
| 3       | 8 lipca 2012         | 20 lipca 2012        | –                     | 14 lipca 2015        | „Żyrardów”                                                               | - Żyrardów (m.in. dworzec PKP, park i fabryka Karola Dittricha, kościół Matki Bożej Pocieszenia, gabinet Pawła Hulki-Laskowskiego) - Guzów (pomnik Michała Kleofasa Ogińskiego, pałac Sobańskich) - Puszcza Bolimowska (cmentarze i pomnik w Joachimowie Mogiłach, rzeka Rawka, osada Rodzian w Bartnikach) - pałac w Radziejowicach - baseny geotermalne w Mszczonowie | 25:24   |
| 4       | 15 lipca 2012        | 27 lipca 2012        | –                     | 21 lipca 2015        | „Rzeczpospolita Ptasia”                                                  | - Park Narodowy „Ujście Warty” - Słońsk (ruiny zamku joannitów, gotycki kościół) | 23:00   |
| 5       | 22 lipca 2012        | 3 sierpnia 2012      | –                     | –                    | „Kostrzyn”                                                               | - Kostrzyn (dworzec PKP, Twierdza Kostrzyn, ruiny starego miasta, park miejski, ujście Warty do Odry) | 23:00   |
| 6       | 29 lipca 2012        | 10 sierpnia 2012     | –                     | 28 lipca 2015        | „Łódź”                                                                   | - Łódź (Centralne Muzeum Włókiennictwa, Biała Fabryka Geyera, Skansen Łódzkiej Architektury Drewnianej, Ulica Piotrkowska i Aleja Gwiazd, Państwowa Wyższa Szkoła Filmowa, Telewizyjna i Teatralna, Księży Młyn, Muzeum Kinematografii, Pałac Karola Scheiblera, studio filmowe Se-ma-for, Fabryka Izraela Poznańskiego – Centrum Manufaktura, Pałac Izraela Poznańskiego – Muzeum Historii Miasta Łodzi) | 23:30   |
| 7       | 5 sierpnia 2012      | 18 sierpnia 2012     | –                     | 4 sierpnia 2015      | „Podlasie – Białystok”                                                   | - Białystok (Rynek, Pałac Branickich, cerkiew św. Mikołaja, katedra Wniebowzięcia NMP, Kościół św. Rocha, pozostałości Wielkiej Synagogi, Opera i Filharmonia Podlaska, drewniane domy w dzielnicy Bojary, Muzeum Rzeźby Alfonsa Karnego, Centrum im. Ludwika Zamenhofa, jedna z restauracji na rynku) - Augustów (m.in. Kanał Augustowski, jezioro Necko) | 23:00   |
| 8       | 19 sierpnia 2012     | 24 sierpnia 2012     | –                     | 11 sierpnia 2015     | „Lubuskie – Przystanek Woodstock”                                        | - Kostrzyn nad Odrą (Przystanek Woodstock) - kościół św. Stanisława Kostki (tzw. kaplica joannitów) w Chwarszczanach - Fort Sarbinowo - Dąbroszyn (barokowy pałac, kościół św. Józefa) - rzeka Myśla - park dinozaurów w Nowinach Wielkich (m.in. spinozaur, allozaur, brachiozaur, wulkanodon, welociraptor, tyranozaur, triceratops, kecalkoatl, karnotaur) | 22:58   |
| 9       | 26 sierpnia 2012     | 31 sierpnia 2012     | 3 września 2013       | 2 września 2014      | „Kujawsko-Pomorskie”                                                     | - Toruń (Dwór Artusa, Ratusz Staromiejski, Kamienica pod Gwiazdą, Pomnik Mikołaja Kopernika, Planetarium im. Władysława Dziewulskiego, Krzywa Wieża, Muzeum Piernika) - Bydgoszcz (Exploseum, Wyspa Młyńska, Wenecja Bydgoska, tramwaj wodny) - Inowrocław (pomnik Królowej Jadwigi, bazylika NMP, tężnie) - Chełmno (mury obronne, kościół Wniebowzięcia NMP, ratusz, Brama Grudziądzka) | 22:59   |
| 10      | 2 września 2012      | 16 września 2012     | 10 września 2013      | 9 września 2014      | „Podkarpacie”                                                            | - Polańczyk (jezioro Solińskie) - Bóbrka (warsztaty bibułkarstwa) - Bieszczadzka Kolejka Leśna (stacje Dołżyca i Majdan) - lądowisko Weremień - Dźwiniacz Dolny (agroturystyka, dawna granica ZSRR z Polską) - kościół Wniebowzięcia NMP w Średniej Wsi - cerkiew w Równi - Sanok (skansen Muzeum Budownictwa Ludowego, Muzeum Historyczne, Zamek Królewski) - Hodowla koni huculskich w Polanie | 22:56   |
| 11      | 16 września 2012     | 23 września 2012     | 17 września 2013      | 16 września 2014     | „Pomorze”                                                                | - Wieżyca - Centrum Edukacji i Promocji Regionu w Szymbarku - Pelplin – opactwo cystersów, Muzeum Diecezjalne (Biblia Gutenberga, madonny szafkowe) - zamki w Kwidzynie i Gniewie oraz prom Kwidzyn-Gniew - Kaszubski Park Etnograficzny we Wdzydzach Kiszewskich i „Morze Kaszubskie” | 25:00   |
| 12      | 23 września 2012     | 30 września 2012     | 4 listopada 2012      | 23 września 2014     | „Zachodniopomorskie”                                                     | - Świnoujście – latarnia morska, Muzeum Obrony Wybrzeża - skansen Słowian i Wikingów w Wolinie - Kamień Pomorski (marina i Zalew Kamieński) - Muzeum Techniki i Komunikacji w Szczecinie - ośrodek jeździecki w Skibnie - kompleks ogrodniczy „Hortulus” w Dobrzycy - Kołobrzeg (Muzeum Oręża Polskiego, plaża nadmorska) | 25:00   |
| 13      | 30 września 2012     | 7 października 2012  | 18 listopada 2012     | 30 września 2014     | „Lubelskie”                                                              | - Lublin (zamek, Kaplica Trójcy Świętej, Kamienica Lubomelskich z Piwnicą pod Fortuną) - Poleski Park Narodowy, - Zwierzyniec - Roztoczański Park Narodowy (m.in. Florianka, Stawy Echo) - rzeka Bug - Monaster św. Onufrego w Jabłecznej - Bazylika św. Anny w Kodniu, - rezerwaty Skarpa Dobrska i Krowia Wyspa - Zamość - Zamek w Janowcu - Kazimierz Dolny | 24:57   |
| 14      | 7 października 2012  | 14 października 2012 | 25 listopada 2012     | 7 października 2014  | „Opolskie”                                                               | - amfiteatr w Opolu - Byczyna – mury obronne i wieże bramne, Baszta Południowa, kościół ewangelicki św. Mikołaja, ratusz - Prudnik – Wieża Zamkowa, Wieża Bramy Dolnej, baszty murów miejskich, ratusz, pałac Fränkla (tzw. Biały Dom); - Polsko-Czeskie Centrum Szkolenia Rycerstwa w Biskupicach, - Kozia Góra w Górach Opawskich - klasztor franciszkanów u podnóża Koziej Góry - Kamień Śląski (kopalnia piaskowca, pałac Odrowążów, spacer po wsi) - Góra Świętej Anny – (bazylika św. Anny, kalwaria, krater wygasłego wulkanu, Park Krajobrazowy Góra Świętej Anny, pomnik i amfiteatr) - Opactwo Cystersów w Jemielnicy | 24:57   |
| 15      | 14 października 2012 | 21 października 2012 | 2 grudnia 2012        | 14 października 2014 | „Wielkopolskie”                                                          | - Poznań – Stary Rynek (ratusz, Pałac Działyńskich, Pałac Górków), Ostrów Tumski (katedra św. Piotra i Pawła, Złota Kaplica, Rezerwat Archeologiczny Genius Loci), Jezioro Maltańskie, Nowe Zoo - Gniezno – Wzgórze Lecha, katedra Wniebowzięcia NMP, Drzwi Gnieźnieńskie - Wolsztyn – parowozownia, Jezioro Wolsztyńskie - Kalisz – ratusz, katedra św. Mikołaja, Park Miejski - Czarnków | 24:59   |
| 16      | 21 października 2012 | 28 października 2012 | 9 grudnia 2012        | 21 października 2014 | „Świętokrzyskie”                                                         | - Kielce – Pl. Artystów, Pałac Biskupów Krakowskich, Bazylika Katedralna Wniebowzięcia NMP - Oblęgorek – pałacyk Sienkiewicza - Ujazd – ruiny pałacu Krzyżtopór - Pińczów – kaplica św. Anny, kościół Nawiedzenia NMP, synagoga - Szydłów – zamek - Ogród na rozstajach - Chęciny – zamek - Wełecz – sosna zwyczajna (pomnik przyrody „sosna na szczudłach”) - Nida - Masłów - Wiślica – bazylika, dom Jana Długosza - Łysa Góra – Sanktuarium na Świętym Krzyżu | 25:00   |
| 17      | 28 października 2012 | 4 listopada 2012     | 16 grudnia 2012       | 28 października 2014 | „Szlak Orlich Gniazd”                                                    | - Jasna Góra, - Zamek Bobolice, - Zamek w Olsztynie (województwo śląskie), szopka olsztyńska, - Okiennik Wielki, - Złoty Potok (agroturystyka, muzeum im. Zygmunta Krasińskiego) - Gród na Górze Birów - Ogrodzieniec (zamek, park miniatur) - Pieskowa Skała (Maczuga Herkulesa, zamek) - Ojców (zamek, Brama Krakowska, Ojcowski Park Narodowy) - Korzkiew (zamek, kościół Narodzenia św. Jana Chrzciciela) - Kraków – Wawel | 26:12   |
| 18      | 4 listopada 2012     | 15 listopada 2012    | 23 grudnia 2012       | 4 listopada 2014     | „Północne Podkarpacie”                                                   | - Rudnik nad Sanem (pole wiklinowe, centrum wikliniarstwa), - Medynia Głogowska – Zagroda Garncarska, - Przychojec koło Leżajska – Muzeum Wsi, - Ulanów (dom flisacki, pomnik św. Jana Pawła II na rynku, kościół św. Jana Chrzciciela i św. Barbary, port flisacki, spływ tratwą flisacką), - Stalowa Wola (Muzeum Regionalne, fabryka) - Baranów Sandomierski – zamek Leszczyńskich, - Rzeszów – rynek | 24:58   |
| 19      | 18 listopada 2012    | 25 listopada 2012    | 30 grudnia 2012       | 11 listopada 2014    | „Małopolska – szlakiem wody”                                             | - Krynica-Zdrój (uzdroiwisko, Stary Dom Zdrojowy, Góra Parkowa, Nowe Łazienki Mineralne – Muzeum Zabawek, tor saneczkowy, pomnik Nikifora, Willa „Romanówka” – Muzeum Nikifora, Hotel Patria, Jaworzyna Krynicka), - Łosie – Zagroda Maziarska, - Powroźnik – Cerkiew św. Jakuba, - Wysowa-Zdrój (pijalnia wód mineralnych, Cerkiew św. Michała Archanioła, karczma łemkowska), - Złockie i Jastrzębik – Mofeta im. prof. Henryka Świdzińskiego, - Muszyna (zamek starostów, ogrody sensoryczne, Muzeum Regionalne Państwa Muszyńskiego, pijalnia wód mineralnych), - Chabówka – Skansen taboru kolejowego - Rabka-Zdrój (Park Zdrojowy, fontanna ze słoniami, Muzeum im. Władysława Orkana, pomnik św. Mikołaja) - Szczawnica (Palenica, Muzeum Uzdrowiska, pl. Dietla, pijalnia wód mineralnych m.in. źródło „Magdalena”) - Pieniński Park Narodowy – spływ tratwą flisacką na Dunajcu - Kraków – Dworzec Główny | 26:33   |
| 20      | 2 grudnia 2012       | 9 grudnia 2012       | 10 grudnia 2013       | 16 grudnia 2014      | „Zimowa Małopolska”                                                      | - Zakopane (Willa Koliba – Muzeum Stylu Zakopiańskiego, Willa Pod Jedlami, Willa Oksza) - Kasprowy Wierch (instytut meteorologii i gospodarki wodnej, kolej linowa) - Jaskinia Obłazowa - Bukowina Tatrzańska (kościół Najświętszego Serca Jezusowego, stacja narciarska na Wierchu Rusińskim, baseny termalne) - Trybsz – kościół św. Elżbiety Węgierskiej - Białka Tatrzańska (Wyciągi Narciarskie Bania, Ośrodek Narciarski Kotelnica Białczańska, Stacja Narciarska Kaniówka, baseny termalne Terma Bania) - Dębno Podhalańskie – Kościół św. Michała Archanioła - Czorsztyn (Jezioro Czorsztyńskie, osada turystyczna „Czorsztyn”, zapora) - góra Wdżar - Zamek Dunajec w Niedzicy-Zamku | 24:59   |
| 21      | 23 grudnia 2012      | 23 grudnia 2012      | –                     | 23 grudnia 2014      | „Święta w Kujawsko-Pomorskim”                                            | - Biskupin – osada obronna - Szafarnia – Ośrodek Chopinowski - Wielkie Budziska (agroturystyka) - Kłóbka – Kujawsko-Dobrzyński Park Etnograficzny - Bydgoszcz (Leśny Park Kultury i Wypoczynku Myślęcinek, Państwowy Zespół Szkół Plastycznych im. Leona Wyczółkowskiego, 18-metrowa choinka na rynku, przedświąteczna Bydgoszcz nocą) - Toruń (Półmaraton św. Mikołajów, Galeria i Ośrodek Plastycznej Twórczości Dziecka) - Gzin (agroturystyka) - Chełmno (rynek) | 26:17   |
| 22      | 30 grudnia 2012      | 30 grudnia 2012      | 17 grudnia 2013       | 30 grudnia 2014      | „Warszawa”                                                               | - zabytkowy tramwaj - Dom Kereta - Kamionek (pozostałości Warszawskiej Fabryki Motocykli, Neon Muzeum, SOHO Factory) - Teatr Małego Widza - Rynek Starego Miasta (Jarmark Bożonarodzeniowy, pomnik Warszawskiej Syrenki) - Stadion Narodowy - Muzeum Powstania Warszawskiego - Biblioteka Uniwersytecka - Muzeum Fryderyka Chopina i Szlak Ławeczek Chopinowskich - Ulica Nowy Świat, Krakowskie Przedmieście i Plac Zamkowy | 24:58   |
| Seria 2 |                      |                      |                       |                      |                                                                          | |         |
| 23      | 7 kwietnia 2013      | 5 maja 2013          | 31 grudnia 2013       | 18 listopada 2014    | „Kujawsko-Pomorskie – śladami Kopernika”                                 | - Toruń (Dom Mikołaja Kopernika, Bazylika katedralna św. Jana Chrzciciela i św. Jana Ewangelisty, Gospoda Pod Modrym Fartuchem, Rynek Nowomiejski) - Grudziądz (Kanał Trynka, Bazylika kolegiacka św. Mikołaja) - Świecie (rynek, ratusz, zamek krzyżacki, Krzywa Wieża) - Chełmża (konkatedra św. Trójcy, kościół św. Mikołaja) - Chełmno (klasztor Sióstr Miłosierdzia, kościół św. Jana Chrzciciela i Jana Ewangelisty, Akademia Chełmińska, ratusz z prętem chełmińskim) | 19:59   |
| 24      | 14 kwietnia 2013     | 12 maja 2013         | –                     | 25 listopada 2014    | „Zachodniopomorskie – skarby pojezierzy”                                 | - Barlinek (kościół Niepokalanego Serca NMP, mury obronne, Dom Chiński, muzeum regionalne, Pałacyk Cebulowy, kąpielisko, Jezioro Barlineckie) - Stargard Szczeciński (kolegiata NMP Królowej świata; kościół św. Jana; mury obronne; bramy: Pyrzycka, Wałowa, Młyńska (Wodna); baszty: Morze Czerwone, Tkaczy, Jeńców, Białogłówka; Arsenał; ratusz) - Tuczno – zamek Wedlów - Pojezierze Wałeckie - Strączno – „Czarodziejska Górka” Rutwica - Wałcz (Ośrodek Przygotowań Olimpijskich, wiszący most nad jeziorem Raduń, bunkry Wału Pomorskiego) - Czaplinek (kościół Świętej Trójcy, marina na jeziorze Drawsko) - Borne Sulinowo - Stare Drawsko – Zamek Drahim | 21:33   |
| 25      | 21 kwietnia 2013     | 19 maja 2013         | –                     | 2 grudnia 2014       | „Mazowieckie – szlakiem filmów”                                          | - Sierpc – (kościół farny, dworzec PKP, ratusz, Muzeum Wsi Mazowieckiej) - Modlin – (Twierdza Modlin: cytadela, Wieża Tatarska, wieża ciśnień, Wieża Artyleryjska, ruiny spichlerza) - Pułtusk – (Bazylika kolegiacka Zwiastowania NMP, Kaplica św. Marii Magdaleny, ratusz, rynek, kamienica Napoleona, zamek) - Warszawa – (Nowa Praga, Dom Konopackiego, ul. Mała, ul. Konopacka, ul. Stalowa, ul. Ząbkowska, budynek Dyrekcji PKP, Bazar Różyckiego) | 20:13   |
| 26      | 28 kwietnia 2013     | 25 listopada 2013    | 5 lipca 2013          | 9 grudnia 2014       | „Nie ma jak... Wielkopolska”                                             | - Nowy Tomyśl (rynek, Muzeum Wikliniarstwa i Chmielarstwa, zoo) - Turek (park miejski, rynek turecki, domy tkaczy, dawny ratusz – muzeum rzemiosła tkackiego, ławeczka-pomnik Józefa Mehoffera, kościół Najświętszego Serca Pana Jezusa) - Śrem (rynek śremski, trasy rowerowe) - Jaszkowo (Centrum Hipiki) - Dolsk (pomnik kozy, rynek) - Domachowo – kościół św. Michała Archanioła i Marii Magdaleny - Krobia (rynek, pokaz tańców ludowych, kościół św. Mikołaja) - Konin (Słup Koniński, kościół św. Bartłomieja, ratusz miejski, pl. Wolności, kamienica Jana Zamełki, gmach Starostwa powiatowego, dawny Hotel Litewski, Kamienica Grodzka, bulwar nadwarciański, zamek w Gosławicach, kościół św. Andrzeja Apostoła) - Lednogóra (Jezioro Lednickie, Ostrów Lednicki, Muzeum Pierwszych Piastów na Lednicy) - Gniezno – spacer po rynku w nocy                                                             | 20:30   |
| 27      | 5 maja 2013          | 2 grudnia 2013       | 12 lipca 2013         | 6 stycznia 2015      | „Świętokrzyskie – śladami zabytków techniki i kultury”                   | - Skarżysko-Kamienna – Muzeum im. Orła Białego - Jędrzejów (kościół NMP, Muzeum im. Przypkowskich) - Sielpia – Muzeum Staropolskiego Zagłębia Przemysłowego - Końskie – zespół parkowo-pałacowy - Chmielnik (rynek, synagoga, pomnik strażaka, pomnik gęsi) - Starachowice – dawna huta - Rytwiany (Pustelnia Złotego Lasu, pozostałości zamku) - zespół pałacowy w Kurozwękach - Nowa Słupia – Centrum Kulturowo-Archeologiczne - Klimontów – kolegiata św. Józefa - Opatów (rynek, kolegiata św. Marcina) | 20:20   |
| 28      | 12 maja 2013         | 9 grudnia 2013       | 19 lipca 2013         | 17 lutego 2015       | „Małopolska – Szlakiem architektury drewnianej”                          | - Kraków – Rynek Główny - Lipnica Murowana (rzeka Uszwica, kościół św. Leonarda) - Sucha Beskidzka (zamek, karczma „Rzym”) - Iwkowa – „Małopolska Wieś dla Dzieci” - Zubrzyca Górna – Orawski Park Etnograficzny - Binarowa – kościół św. Michała Archanioła - Orawka – kościół św. Jana Chrzciciela - Stróże – Muzeum Pszczelarstwa - Leśnica – szlak oscypkowy - Kwiatoń – kościół św. Paraskewy - Dębno Podhalańskie – kościół św. Michała Archanioła - Regietów – stadnina koni huculskich - Łącko – sadownictwo | 20:02   |
| 29      | 19 maja 2013         | 16 grudnia 2013      | 26 lipca 2013         | 24 lutego 2015       | „Podlaskie – szlakiem historii i natury”                                 | - Białowieski Park Narodowy – Rezerwat Pokazowy Żubrów - Krynoczka (Cerkiew Świętych Braci Machabeuszy, kaplica i wiata nad źródełkiem) - Podlaski Szlak Bociani - Budy – skansen „Sioło Budy” - Kolej Leśna Puszczy Białowieskiej - Mielnik (Góra Zamkowa, ruiny kościoła św. Trójcy, Park Historyczny Trylogia, Ośrodek Dziejów Ziemi Mielnickiej, przełom Bugu) - Ciechanowiec (Muzeum Rolnictwa i jego działy: weterynarii i pisanek) - Choroszcz (park pałacowy, Muzeum Wnętrz Pałacowych) - Narwiański Park Narodowy (Kładka Śliwno-Waniewo, Dwór w Kurowie) - Białystok (Pałac Branickich, Opera i Filharmonia Podlaska) | 20:00   |
| 30      | 26 maja 2013         | 23 grudnia 2013      | 2 sierpnia 2013       | 3 marca 2015         | „Przemyśl”                                                               | - Muzea: Muzeum Narodowe Ziemi Przemyskiej, Wieża zegarowa (obecnie Muzeum Dzwonów i Fajek), Muzeum Historii Miasta Przemyśla - Twierdza Przemyśl - Bolestraszyce (Fort XIII, arboretum) - Krasiczyn – zamek - Zamek Kazimierzowski na Wzgórzu Zamkowym - Wzgórze Zniesienie - tor saneczkowy - wieża archikatedry przemyskiej | 20:00   |
| 31      | 2 czerwca 2013       | 30 grudnia 2013      | 9 sierpnia 2013       | 10 marca 2015        | „Renesansowa Lubelszczyzna – szlakiem architektury i turystyki aktywnej” | - Lublin (Brama Krakowska, Wieża Trynitarska, Trybunał Główny Koronny w Lublinie, Bazylika św. Stanisława, Kamienica Lubomelskich, Zalew Zemborzycki we Wrotkowie kościół Bernardynów) - Kazimierz Dolny – spichlerze (Ulanowskich, Feuersteina i Kobiałki), kamienice (Przybyłów i Celejowska), kościół farny św. Jana Chrzciciela i św. Bartłomieja - Wylągi – stadnina koni - Nadwiślańska Kolejka Wąskotorowa - Zamość (rynek, ratusz, Muzeum Zamojskie, Katedra Zmartwychwstania Pańskiego i św. Tomasza Apostoła, synagoga) - Janów Lubelski – (park linowy, Wieża Mocy, Zalew Janowski, Lasy Janowskie) - wodospady na rzece Sopot - Susiec (pomnik Kargula i Pawlaka, park linowy) | 20:00   |
| 32      | 16 czerwca 2013      | 8 stycznia 2014      | 16 sierpnia 2013      | 17 marca 2015        | „Kujawsko-Pomorskie – aktywny wypoczynek i historia”                     | - Bydgoszcz – lotnisko - Solec Kujawski (park jurajski, Muzeum Ziemi im. Karola Sabatha) - Bory Tucholskie (Rezerwat przyrody Cisy Staropolskie im. Leona Wyczółkowskiego we Wierzchlesie, Jezioro Wielkie Cekcyńskie w Cekcynie, uroczysko Piekiełko) - Biskupin (powiat żniński) – Muzeum Archeologiczne w Biskupinie - Spływ Drwęcą w Tamie Brodzkiej - Brodnica (ruiny zamku, Kościół św. Katarzyny, Brama Chełmińska, wieża Bramy Mazurskiej, ratusz, Pałac Anny Wazówny) - Wenecja (Żnińska Kolej Powiatowa, Muzeum Kolei Wąskotorowej) - Lipno – „Kino Nawojka” - Piechcin – Centrum Nurkowe Piechcin - Włocławek (Pałac Biskupi, katedra Wniebowzięcia Najświętszej Maryi Panny, Wyższe Seminarium Duchowne, Kościół św. Jana Chrzciciela, kamienice w Rynku, Browar Jerzego Bojańczyka, lot balonem) - Ciechocinek (tężnie, warzelnia soli, fontanna „Grzybek”)                                           | 20:08   |
| 33      | 23 czerwca 2013      | 22 stycznia 2014     | 23 sierpnia 2013      | 24 marca 2015        | „Katowice”                                                               | - Główny dworzec kolejowy - Giszowiec (fragment osiedla robotniczego, budynki kolonii amerykańskich, wieża ciśnień) - ul. Mariacka - Gmach Sejmu Śląskiego - Nikiszowiec (wydział Muzeum Historii Katowic, Rynek (ob. pl. Wyzwolenia), kościół św. Anny) - Szlak architektury modernistycznej: (Drapacz Chmur, siedziba Radia Katowice, domy przy ul. PCK, Willa Tadeusza Michejdy, dom przy ul. Podchorążych 3, dom przy ul. Kilińskiego 46, kościół garnizonowy św. Kazimierza) - budowa nowego gmachu Muzeum Śląskiego - Dolina Trzech Stawów - Las Murckowski - Akademia Muzyczna | 21:00   |
| Seria 3 |                      |                      |                       |                      |                                                                          | |         |
| 34      | 7 września 2013      | 29 stycznia 2014     | 5 listopada 2013      | 31 marca 2015        | „Podkarpackie wędrówki”                                                  | - Sanok – (rynek, ratusz, zabytkowe kamienice, kościół franciszkanów, Urząd Miejski, Muzeum Budownictwa Ludowego i Rynek Galicyjski, Muzeum Historyczne) - Krosno – (Rynek, kamienice, Muzeum Podkarpackie, kościół farny, Centrum Dziedzictwa Szkła, piwnice przedprożne) - Jasło – (kościół farny, pałac Sroczyńskich, winnice) - Trzcinica – Skansen Archeologiczny „Karpacka Troja” - Dubiecko – pałac Krasickich | 23:00   |
| 35      | 14 września 2013     | 4 czerwca 2014       | 12 listopada 2013     | 7 kwietnia 2015      | „Szlakiem bursztynu i kraty”                                             | - Gdańsk – (Brama Wyżynna, ul. Mariacka, Muzeum Bursztynu, Wieża Więzienna, Katownia, Długie Pobrzeże) - Kluki – Muzeum Wsi Słowińskiej - Czołpino – (Słowiński Park Narodowy, latarnia morska Czołpino, Wydma Łączka) - Swołowo – Muzeum Kultury Ludowej, układ urbanistyczny i zabudowa wsi - Strzelinko – (ogród zoologiczny, amfiteatr festiwalu Legend Rocka) - Pruszcz Gdański – faktoria rzymska | 21:52   |
| 36      | 21 września 2013     | 11 czerwca 2014      | 19 listopada 2013     | 14 kwietnia 2015     | „Mierzeja Wiślana”                                                       | - prom Świbno-Mikoszewo - Jantar – plaża - Stegna – (Muzeum Bursztynu, kościół Najświętszego Serca Pana Jezusa, Żuławska Kolej Dojazdowa) - śluza Głowa Gdańska, - Rybina – stalowy most obrotowy - Sztutowo – (rezerwat Kąty Rybackie, most na Wiśle Królewieckiej, Muzeum Stutthof) - Kąty Rybackie – Muzeum Zalewu Wiślanego - Zalew Wiślany - Krynica Morska – (latarnia morska, Wielbłądzi Grzbiet) - Piaski – (klif, granica państwa) | 24:31   |
| 37      | 28 września 2013     | –                    | 26 listopada 2013     | 21 kwietnia 2015     | „Kujawsko-Pomorskie – wędrówka po zdrowie”                               | - Włocławek – Hala Mistrzów - Grudziądz – (spichrze, pomnik flisaka, most im. Bronisława Malinowskiego, kolegium jezuickie, Brama Wodna, Rynek, cytadela, jezioro Rządz, tężnia) - Inowrocław – (mury obronne, Park Zdrojowy, willa przy ul. Solankowa 30, Pałac Mieszczański -muzeum im. Jana Kasprowicza, ratusz, tężnie, solarium, rynek oraz pomnik królowej Jadwigi wieczorem) - Ciechocinek – (Łazienki nr 1, 2, 3 i 4, pałacyk dyrekcji, dworek prezydentów RP, cerkiew św. Michała Archanioła, Park Zdrojowy, tężnie) - Wieniec-Zdrój – (złoża borowinowe, uzdrowisko) - Toruń – stadion Motoarena | 22:00   |
| 38      | 5 października 2013  | 5 lutego 2014        | 22 października 2014  | 28 kwietnia 2015     | „Warmińsko-Mazurskie – szlakiem Kopernika”                               | - Olsztyn – (Zamek Kapituły Warmińskiej – Muzeum Warmii i Mazur, rynek, ratusz, Brama Górna, konkatedra św. Jakuba, mosty na Łynie) - Dobre Miasto – (Wieża Bociania – Muzeum Dobrego Miasta, mury obronne, kolegiata) - Lidzbark Warmiński – (Zamek biskupów warmińskich, Wysoka Brama, ratusz, kolegiata św. Piotra i Pawła) - Pieniężno – (ruiny zamku, kościół św. Piotra i Pawła, ratusz, Muzeum Misyjno-Etnograficzne Księży Werbistów) - Frombork – (katedra WNMP i św. Andrzeja, zamek, Wieża Radziejowskiego, kanonia św. Stanisława, Muzeum Mikołaja Kopernika) - Orneta – (kościół św. Jana, ratusz) - Elbląg – Brama Targowa | 22:14   |
| 39      | 12 października 2013 | 12 lutego 2014       | 29 października 2014  | 5 maja 2015          | „Zagłębie i Śląsk”                                                       | - Dąbrowa Górnicza – (Zbiornik Pogoria, Park Zielona, Muzeum „Sztygarka”, kopalnia ćwiczebna, park militarno-historyczny) - Zabrze – (kopalnia Guido, Główna Kluczowa Sztolnia Dziedziczna) - Będzin – (zamek, Muzeum Zagłębia, Wzgórze Zamkowe, podziemia Wzgórza Zamkowego, uskok będziński) - Katowice – (nowa siedziba Muzeum Śląskiego, Biblioteka Uniwersytetu Śląskiego, Las Murckowski, trutowisko) | 22:00   |
| 40      | 19 października 2013 | 19 lutego 2014       | 5 listopada 2014      | 12 maja 2015         | „Kujawsko-Pomorskie – turystyka ekskluzywna i agroturystyka”             | - Wielki Głęboczek – jezioro Forbin - Brodnicki Park Krajobrazowy - Wysokie Brodno – (agroturystyka, jezioro Wysokie Brodno) - Włocławek – (lotnisko Aeroklubu Włocławskiego, Zalew Włocławski) - Osiny – (Bory Tucholskie, jezioro Łąkosz, agroturystyka) - Bydgoszcz – lotnisko - Toruń – (lotnisko Aeroklubu Pomorskiego, Fort IV Twierdzy Toruń) - Grabowiec – agroturystyka - Glewo – agroturystyka - Turzno – zespół pałacowo-parkowy | 22:25   |
| 41      | 26 października 2013 | 26 lutego 2014       | 12 listopada 2014     | 19 maja 2015         | „Kujawsko-Pomorskie dla małych i dużych”                                 | - Toruń – Rynek, Dom Legend Toruńskich, ruiny zamku krzyżackiego - Bydgoszcz – Leśny Park Kultury i Wypoczynku w Myślęcinku, Muzeum Mydła i Historii Brudu - Golub-Dobrzyń – zamek - Radzyń Chełmiński – zamek - Bożejewiczki – Silverado City - Bierzgłowo – Zamek Bierzgłowski - Inowrocław – Astrobaza w I Liceum Ogólnokształcącym | 24:00   |
| 42      | 2 listopada 2013     | 5 marca 2014         | 19 listopada 2014     | 26 maja 2015         | „Łódzkie – trochę piekła, trochę nieba”                                  | - Grabów – rynek - Szlak Centralnego Łuku Turystycznego - Besiekiery – ruiny zamku - Tum – kolegiata, Szwedzka Góra (gród średniowieczny) - Łęczyca – zamek, Muzeum Ziemi Łęczyckiej - Kwiatkówek – skansen - Uniejów – wieża rycerska, termy, zamek - Kłodawa – kopalnia soli - Świnice Warckie – kościół | 23:30   |
| 43      | 9 listopada 2013     | 12 marca 2014        | 26 listopada 2014     | –                    | „Po zdrowie i urodę cz. 1”                                               | - Nałęczów – Pałac Małachowskich, Park Zdrojowy, Stare Łazienki, Sanatorium nr 1, zabytkowe wille - Krynica-Zdrój – Stare Łazienki Mineralne, Stary Dom Zdrojowy, hotel „Patria” - Muszyna – ruiny Zamku Starostów, kościół św. Józefa, Muzeum Państwa Muszyńskiego, ogrody sensoryczne - Szczawnica – inhalatorium, Dworek Gościnny, Park Dolny, Wąwóz Homole - Żegiestów – uzdrowisko, hotel „Wiktor” - Złockie – Cerkiew św. Dymitra - Zakopane – Krupówki, Wielka Krokiew | 23:06   |
| 44      | 16 listopada 2013    | 19 marca 2014        | 3 grudnia 2014        | –                    | „Po zdrowie i urodę cz. 2”                                               | - Kołobrzeg – Baszta Lontowa, bazylika Wniebowzięcia NMP, latarnia morska - Świeradów-Zdrój – Nowy Dom Zdrojowy, hala spacerowa, kąpiele radonowe - Ossa – karczma - Rawa Mazowiecka – zalew Tatar, zamek książąt mazowieckich - Chlewiska – Huta Żelaza (oddział Muzeum Techniki w Warszawie), pałac Odrowążów - Cieplice – zamek Chojnik, pałac Schaffgotschów, pawilon Edward, pawilon Lalka - Kudowa-Zdrój – Park Zdrojowy, sanatorium „Polonia”, Zameczek | 24:03   |
| Seria 4 |                      |                      |                       |                      |                                                                          | |         |
| 45      | 8 czerwca 2014       | 24 września 2014     | 3 września 2014       | 2 czerwca 2015       | „Gliwice”                                                                | - Palmiarnia Miejska - Ośrodek wypoczynkowy Czechowice - Kościół św. Bartłomieja (stary) - Nowe Gliwice i Muzeum Odlewnictwa Artystycznego - Zamek Piastowski - budowa Hali Gliwice - Kościół Wszystkich Świętych - basen Olimpijczyk - Willa Caro - Park Chopina i Park Szwajcaria - Radiostacja - Rynek i ratusz - Port Gliwice - Ruiny Teatru Miejskiego - budynek Poczty Głównej - Czerwona chemia | 25:00   |
| 46      | 15 czerwca 2014      | 8 października 2014  | 10 września 2014      | 9 czerwca 2015       | „Kujawsko-Pomorskie dla aktywnych”                                       | - Bydgoszcz – tramwaje wodne, Wenecja Bydgoska, Wyspa Młyńska, Kanał Bydgoski - Toruń – przystań na Wiśle - Tleń – Bory Tucholskie, Wdecki Park Krajobrazowy - Jezioro Włocławskie – przystań we Włocławku - Wda – szlak kajakowy - Włocławek – Wiślana Trasa Rowerowa - Fojutowo – akwedukt - Żnin – Jezioro Żnińskie Małe, Rynek, wieża ratuszowa | 25:00   |
| 47      | 22 czerwca 2014      | 15 października 2014 | 17 września 2014      | 16 czerwca 2015      | „Kujawsko-Pomorskie szlakiem filmu”                                      | - Bydgoszcz – Śluza Okole, Rybi Rynek, Wyspa Młyńska, Wenecja Bydgoska, ul. Grodzka, Muzeum Kanału Bydgoskiego - Grudziądz – most im. Bronisława Malinowskiego, ul. Spichrzowa, spichrze, Rynek, Jezioro Rudnickie Wielkie - Biskupin – Muzeum Archeologiczne - Radzyń Chełmiński – ruiny zamku - Piechcin – kopalnia wapienia, baza nurkowa - Golub-Dobrzyń – zamek - Toruń – most, Rynek Nowomiejski, Gospoda Pod Modrym Fartuchem, Bulwar Filadelfijski, Most Pauliński, areszt śledczy, Teatr im. Horzycy, Krzywa Wieża, ruiny zamku krzyżackiego, Zaułek Buddenbrooków, Piernikowa Aleja Gwiazd - Świecie – stary kościół farny | 25:00   |
| 48      | 29 czerwca 2014      | 22 października 2014 | 24 września 2014      | 23 czerwca 2015      | „Rybnik”                                                                 | - Bazylika św. Antoniego oraz Dzwon Miłosierdzia Bożego - Zabytkowa Kopalnia „Ignacy” - Stadion Miejski - zamek piastowski, nowy ratusz, Zespół Szkół Wyższych – campus Politechniki Śląskiej i Uniwersytetu Ekonomicznego - Kościół św. Katarzyny i MB Różańcowej - Kąpielisko w kompleksie „Ruda” - Stary ratusz – Muzeum w Rybniku - Ronda: Ulotność, Powstańców Śląskich, Czterech Pór Roku - Rynek - Niedobczyce – Kopalnia Węgla Kamiennego Rymer, hałdy – „stożki Rymera”, zabytkowe osiedle mieszkaniowe | 24:53   |
| Seria 5 |                      |                      |                       |                      |                                                                          | |         |
| 49      | 31 maja 2015         | –                    | –                     | –                    | „Turystyka wiejska aktywnie”                                             | |         |
| 50      | 7 czerwca 2015       | –                    | –                     | –                    | „Turystyka wiejska edukacyjnie”                                          | |         |
| 51      | 14 czerwca 2015      | –                    | –                     | –                    | „Turystyka wiejska tradycyjnie”                                          | |         |
| 52      | 21 czerwca 2015      | –                    | –                     | –                    | „Turystyka wiejska smacznie”                                             | |         |
| 53      | 28 czerwca 2015      | –                    | –                     | –                    | „Turystyka wiejska naturalnie”                                           | |         |
| 54      | 5 lipca 2015         | 10 listopada 2015    | –                     | –                    | „Rybnik – zielone miasto”                                                | |         |
| Seria 6 |                      |                      |                       |                      |                                                                          | |         |
| 55      | 6 września 2015      | 17 listopada 2015    | –                     | –                    | „Warszawa – historia i tradycja”                                         | |         |
| 56      | 13 września 2015     | 24 listopada 2015    | –                     | –                    | „Warszawa – metropolia z ruin”                                           | |         |
| 57      | 20 września 2015     | 1 grudnia 2015       | –                     | –                    | „Katowice – ścieżkami kultury”                                           | |         |
| 58      | 27 września 2015     | 8 grudnia 2015       | –                     | –                    | „Gdańsk – czas walki, czas pokoju”                                       | |         |
| 59      | 4 października 2015  | 15 grudnia 2015      | –                     | –                    | „Gliwice – miasto naznaczone parkami”                                    | |         |
| 60      | 18 października 2015 | 22 grudnia 2015      | –                     | –                    | „Rzeszów – piwnice historii, przestrzenie kultury”                       | |         |
| 61      | 25 października 2015 | 29 grudnia 2015      | –                     | –                    | „Kujawsko-Pomorskie – szlakiem historii, szlakiem kultury, cz. 1”        | |         |
| 62      | 8 listopada 2015     | 4 stycznia 2016      | –                     | –                    | „Kujawsko-Pomorskie – szlakiem historii, szlakiem kultury, cz. 2”        | |         |
| 63      | 15 listopada 2015    | 11 stycznia 2016     | –                     | –                    | „Szczecin – wielka historia i najpiękniejsza filharmonia Europy”         | |         |
| 64      | 22 listopada 2015    | 17 stycznia 2016     | –                     | –                    | „Zwykłe – niezwykłe obiekty kulturalne w Polsce”                         | |         |